# Jerome Fontamillas
Jerome Earl Fontamillas (nacido el 20 de junio de 1967) es un músico filipino. Jerome ha participado en varias bandas, en particular con el rock industrial [1] y la banda Mortal Doble Zandura. Ha sido durante mucho tiempo socio musical de Jyro Xhan. Actualmente toca en la banda de rock Switchfoot como guitarrista y pianista.
En 1985 Fontamillas se graduó en la Academia de la Bahía de Monterey en Watsonville, CA. Fontamillas pertenece a la Iglesia Cristiana Adventista del Séptimo Día. [2] En 1988 Fontamillas, Jyro Xhan, Ray Wilson y Tongpo Peralta dio a conocer una demo de seis canciones llamado cinta Quince deseos de Blue genio de la música como Mortal deseos. Cuatro años más tarde firmaron con una intensa Records y se convirtió en simple mortal. Fontamillas seguirá desempeñando con Mortal hasta 1996 y tocó en Doble Zandura (también con Jyro) entre 1995 y 1999.
En el año 2000, Fontamillas al salir de su trabajo diario terminó uniéndose de gira con Switchfoot poco después de su tercer álbum, Learning to Breathe. Su primer lanzamiento con Switchfoot fue en el 2003, The Beautiful Letdown. En 2002 Jyro y Fontamillas publicaron una reunión Mortal álbum llamado Nu-En-Jin. Se casó con su esposa Kristi en diciembre de 2005.
Fontamillas es también un productor independiente de los siguientes actos:
- The Echoing Green, Echoing Green (1998)
- Sonia V.
- Starflyer 59, I Predict A Clone (1994)
- March, Velvet Blue Music, (1999)

## Biografía
Nació en Pasay City, Filipinas, pero su familia se mudó a Estados Unidos cuando él tenía 3 años. Jerome vivió en Chicago hasta algún tiempo después del 5º grado, luego se mudó a California donde vivió en Capitola y Santa Cruz.
Comenzó a tocar la música de forma habitual durante su adolescencia y en 1988 se unió a sus amigos Jyro Xhan, Tongpo Ray Wilson y Peralta para formar la banda industrial Mortal deseos. Cuatro años más tarde la banda consiguió un contrato y cambiaron su nombre por el de Mortal. La banda lanzó 7 álbumes antes de separarse en 1996 (su séptimo álbum salió en un sello discográfico diferente en 1998). A raíz de hombre, y su compatriota Jerome compañero de banda Jyro Xhan formó una nueva banda, la banda post-grunge-rock alternativo, Fold Zandura, donde Jerome tocaba el bajo e hizo algunas voces. La banda fue bien recibida, especialmente en la comunidad de música cristiana, y Doble Zandura apagar 5 CD antes de llamar a su separación en 1999.
Sin esfuerzos musicales para trabajar, Jerome consiguió un trabajo de oficina en "el edificio más alto en Los Ángeles", donde tuvo que usar un traje y corbata para trabajar todos los días. Duró sólo dos días antes de darse cuenta de que simplemente tenía que volver a la música. Llamó a Jon Foreman, (a quien Jerome había conocido en un Festival Sonshine), un amigo de él y el cantante de Switchfoot. Sabía que Switchfoot había estado buscando un teclista, por lo que llamó a Jon y le preguntó si la situación estaba aún disponible. Afortunadamente, la respuesta fue afirmativa, y Jerónimo comenzó a viajar con Switchfoot en 2000, justo antes de la puesta en libertad de aprender a respirar.
A pesar de que Jerome estaba de gira con Switchfoot, él todavía trabajaba en otros proyectos musicales y en 2002 se reunió con Jyro Xhan para una reunión Mortal. Lanzaron un nuevo álbum llamado Nu-En-Jin que incluyó nueve canciones nuevas y canciones como invitado de Jon Foreman. Poco después, en 2003, Jerónimo se convirtió en un miembro oficial de Switchfoot.
Jerome es un talentoso músico y puede tocar muchos instrumentos, incluyendo los teclados, piano, guitarra, bajo y la batería. También es productor y ha producido varias bandas indie, como Starflyer 59, El eco de verde, NVI, marzo y Sonia V (con quien co-escribió el hit # 1 'Alive'.
Jerome actualmente reside en Riverside.